# Збагачувальна фабрика «Свято-Варваринська»

Збагачувальна фабрика «Свято-Варваринська». Диспетчерська

«Збагачувальна фабрика „Свято-Варваринська“ концерну ПрАТ „Донецьксталь“ — металургійний завод» — одне з найбільших у Європі вугільних гірничо-збагачувальних підприємств.

## Загальні дані
"Збагачувальна фабрика «Свято-Варваринська» постала за короткий термін — з квітня 2007 по березень 2009 р.
Директор філії «Збагачувальна фабрика» Свято-Варваринська «ПрАТ „Донецьксталь“ — металургійний завод» — Дейкун Антон Олександрович.
Станом на 2020 р. переробляла 6 млн тонн рядового вугілля на рік. За проектною потужністю 7,895 млн тонн на рік філія «ОФ» Свято-Варваринська «ПрАТ „Донецьксталь“ — металургійний завод» є найбільшою і найсучаснішою в Україні і в Європі.
Площа основного проммайданчика — 25 га. Чисельність працівників — 700 осіб.
Динаміка роботи підприємства:
- Жовтень 2009 — перероблений перший млн. т рядового вугілля.
- Липень 2011 — перероблено 10 млн т вугілля.
- Травень 2013 — перероблено 25 млн т рядового вугілля.
- Грудень 2020 — перероблено 65 млн т рядового вугілля[3].

За підсумками роботи фабрики в 2012 р зольність породи склала 83 %.

## Галерея

Диспетчерська Фабрики «Свято-Варваринська».2012
Робоче місце диспетчера фабрики. 2012
Збагачувальна фабрика «Свято-Варваринська». Конвеєрні естакади. 2012
Молоді спеціалісти Донецького національного технічного університету на навчальній екскурсії на фабриці. 2012
Шахтоуправління «Покровське». Поверхневий комплекс шахти.